# Snyder Peak
Der Snyder Peak ist ein niedriger und vereister Berg im westantarktischen Ellsworthland. In den Jones Mountains ragt er 1,5 km südwestlich des Anderson Dome auf.
Eine Mannschaft der University of Minnesota, die zwischen 1960 und 1961 die Jones Mountains erkundete, benannte ihn nach dem Flugzeugelektriker David Snyder von der Flugstaffel VX-6 der United States Navy, der im November 1961 am Pionierflug einer Douglas DC-47 von der Byrd-Station zur Eights-Küste beteiligt war.